# 삼정의 문란
삼정의 문란(三政－紊亂)은 조선시대 후기 국가 재정의 세금 수입 가운데 대다수를 차지하는 전정(田政)·군정(軍政)·환곡(還穀)의 운영이 중앙의 통제를 벗어나 지방 관아의 수탈도구로 전락하여 문란해진 일을 말한다. 삼정의 문란은 농민의 주된 불만 사항이었고 조선이 이를 해결할 수 있는 제도적 방안을 마련하지 못하고 무능함을 보이자 각지에서 민란이 일어나는 원인이 되었다.

## 배경

### 제도의 결함
조선 전기 각종 조세와 공납, 부역 등으로 복잡하였던 세금 구조는 중기 이후 서서히 확장되며 시행된 대동법이 안정화됨에 따라 곡물과 면포 등으로 일괄 수납하는 체계로 바뀌었다. 임진왜란 이후 사회의 변화 과정에서 국가의 재정규모는 커지는 데 반해 조세 부담이 농민에게 집중되었고 역참과 군영의 역둔토, 왕실의 내수사전, 궁방전 등 면세 토지가 난립한 가운데 토지 조사 사업인 양전 역시 부실하여 삼정이 문란해 질 수 밖에 없는 제도적 결함을 낳았다.
전정(田政)은 17세기 중엽인 효종 이후 성립된 용어이다. 이전 시기 어지럽게 있던 각종 세금을 토지에 결부시켜 경작지에 일괄 부과하는 전세화 과정에서 전정이란 용어가 보편화되었다. 전정에는 토지 소출에 따른 대동미나 훈련도감의 운영에 필요한 삼수미, 균역법에 따른 결작 등이 모두 포함되었다. 이들 세금은 원래 토지를 소유한 지주가 부담하는 것이었으나 조선 후기 병작반수가 일반화 되면서 소작농에게 전가되었다.
균역법의 시행은 군역을 사실상 군포를 납부하여 대신하는 대납제를 일반화하였는데 국가는 군포 납부의 대상을 지나치게 높게 설정하여 강제함으로써 삼정 문란을 피할 수 없게 하였다. 조선은 16세 이상 60세 이하의 양인 남성인 양정에게 군역을 부과하여 일정 주기에 따라 번을 서는 것을 원칙으로 하고 있었으나 양반의 경우 각종 특전으로 실제 군역을 부담하는 경우가 거의 없어 실제 군역으로 번을 서는 속오군은 궁핍한 양인이나 천민들만 징집되어 천민이나 종들만 부역하는 군대라는 의미의 천예군(賤隷軍)이란 멸칭으로 불리기에 이른다. 이런 사정 속에서 국가는 군포 수입을 위해 양정의 수를 터무니 없이 높여 잡았다. 균역법 시행을 위한 사전 조사에서는 양정의 수가 30만 명으로 집계되었으나 균역법 시행 이후 이 숫자는 50만 명으로 늘었다. 조선 후기 국가는 사회의 실제 사정을 반영하지 않고 한 해에 필요한 재정을 총액으로 정하여 각 고을마다 부과하였기 때문에 지방관의 입장에서는 정해진 조세 수입을 어떻게든 맞추어야만 하였다.
총액제에 의한 수취제도는 19세기에 들어 사회적 갈등으로 비화하였다. 소빙기 영향으로 인한 기근이 발생한 17세기 후반에서 18세기 전반의 시기 그나마 탄력적으로 운영되던 조세 제도는 19세기에 들어 비탄력적으로 운영되면서 작황의 변화에도 불구하고 세수의 변화가 없었다. 이러한 조세 정책은 결국 강한 조세 저항을 불러와 민란의 원인이 되었다.
환곡은 고대부터 있던 국가의 핵심 기능 가운데 하나로 곡물을 저장하였다가 식량이 부족한 시기에 대여하는 진휼 제도이다. 그러나 조선 후기 지방 관아는 이를 각종 세금의 부족분을 환곡에 대한 이자를 물어 해결하는 방법을 택했고 점차 고리대금업화 하였다.

### 탐관오리
19세기 이후 조선의 관직은 공공연한 매관매직의 대상이었다. 관직에 오를 수 있는 양반 층의 인구에 비해 과거 급제등의 정상적 방법을 통해 등용될 수 있는 수가 극히 적었고, 음서제도 등에 의한 관직 제수까지 더하여진데다 세도정치에 의한 권력 집중이 매관매직을 부추겼다. 고종 시기 종9품 관직인 참봉을 판 문서인 임치표에 기록된 참봉 관직의 가격은 4,250 냥으로 오늘날 가치로 약 8천만 원에 해당하였다. 이러한 방식으로 관직에 오른 이들은 어떻게든 자신이 들인 비용을 회수하고자 하기 마련이었고 조세 수취 제도인 삼정을 이용하여 자신의 이익을 채웠다. 특히 환곡 제도는 파견된 지방관뿐만 아니라 지역의 향리까지 횡령하기 일쑤여서 농민의 불만이 집중되었다.
더욱이 조선 시대의 양반은 혈연, 지연, 학연 등의 다양한 인맥을 통해 각종 선물을 주고 받았으며 이러한 선물 가운데 상당수는 지방관으로 재직하고 있는 지인이 보내는 각종 식품과 특산물이었다. 조선의 양반 계층은 이러한 선물 경제에 의존적이었는데 이는 개인 대 개인뿐만 아니라 조직 대 조직의 영역까지 확장된 것이었다. 이러한 양반 계층의 선물 경제 역시 삼정의 문란을 부추기는 요소로 작용했다.

## 전정의 문란
전정의 문란은 임진왜란의 참화로 말미암아 더욱 심해졌다. 전란으로 많은 땅이 황폐해진 데다가 궁방전·둔전 등 면세지와 양반·토호가 조작한 은결(隱結 : 대장에 오르지 않은 땅)의 증가는 국고 수입을 격감시켜, 결과적으로는 무력한 농민의 부담만 과중하게 만들었다. 농민은 땅 1결(結)에 전세 4말(斗)을 내고, 그에 더하여 삼수미 2말 2되(升), 대동미 12말, 결작(結作) 2말을 내야 되었는데, 그 외에 또 여러 가지 명목의 부가세와 수수료를 바쳐야 했다. 그뿐만 아니라 관리들은 황폐해서 못 쓰는 땅에도 세금을 부과하고 심지어는 백지징세(白地徵稅)라 하여 실제로는 존재하지 않는 공지(空地)에 징세하는 일도 있었다.
- 도결(都結): 지방의 서리가 공금이나 군포를 사사로이 사용하고서 이를 미봉하기 위하여 정액 이상으로 마구 전정을 징수하여 세금 부족분을 매우는 경우.
- 백지징세(白地徵稅): 실제 존재하지 않는 토지에 대한 가짜 장부인 가전적(假田籍)을 만들고 징세하거나 원래는 조세를 부과할 수 없는 황폐한 토지인 진전(陳田)에 대해 징세하는 경우. 마을 단위로 납부할 세금의 총액을 정하는 방식으로 조세 정책을 시행하였기에 이러한 폐단이 생길 수 있었다.

## 군정의 문란
균역법 시행 이후 군포 대납제가 일반화 되면서 여러 폐단이 생겼다. 양반, 아전, 관노 등 병역이 면제된 사람의 수가 상당한데다가 정치 기강이 문란해지자 일부 농민도 세력가에게 매달려 군역을 기피하는 반면에 무력한 농민만이 군포 납부의 대상이 되었고 지역마다 총액이 할당되는 총액제와 탐관오리의 학정으로 갖은 방법이 동원되어 수탈하였다.
- 황구첨정(黃口簽丁): 군역의 대상이 아닌 어린이까지도 군포의 대상으로 삼아 징수한 것을 말한다.[15] 황구(黃口)는 노란 부리를 가진 어린 새를 가리키는 말로 아직 다 자라지 않은 어린이를 어린 새에 비유한 것이다.[16]
- 백골징포(白骨徵布): 이미 죽어 백골이 되었는데도 군역 명단에 그대로 두어 군포를 징수하는 경우를 말한다.
- 족징(族徵): 군정이 문란해지자 상당수의 사람들이 깊은 산으로 도망하여 화전민이 되거나 이곳 저곳을 떠돌아 다니는 유민이 되는 경우가 잦았다. 이렇게 결원이 생긴 경우 친족에게 연좌제를 걸어 군포를 징수하였다.
- 인징(隣徵): 군포 역시 지역별로 할당량이 정해져 있었기 때문에 도망자나 백골징포의 친족이 없으면 마을 단위로 부과하여 이웃이 대신 내도록 하였다.

정약용은 《애절양》이란 시로 군정의 문란을 비판하였다.

애절양

정약용

노전마을 젊은 아낙 그칠 줄 모르는 통곡소리

현문을 향해 가며 하늘에 울부짖길

쌈터에 간 지아비가 못 돌아오는 수는 있어도

남자가 그 걸 자른 건 들어본 일이 없다네

시아버지는 삼상 나고 애는 아직 물도 안 말랐는데

조자손 삼대가 다 군보에 실리다니

가서 아무리 호소해도 문지기는 호랑이요

이정은 으르렁대며 마굿간 소 몰아가고

칼을 갈아 방에 들자 자리에는 피가 가득

자식 낳아 군액 당한 것 한스러워 그랬다네

무슨 죄가 있어서 잠실음형 당했던가

민땅 자식들 거세한 것 그도 역시 슬픈 일인데

자식 낳고 또 낳음은 하늘이 정한 이치기에

하늘 닮아 아들 되고 땅 닮아 딸이 되지

불깐 말 불깐 돼지 그도 서럽다 할 것인데

대 이어갈 생민들이야 말을 더해 뭣하리요

부호들은 일년내내 풍류나 즐기면서

낟알 한 톨 비단 한 치 바치는 일 없는데

똑같은 백성 두고 왜 그리도 차별일까

객창에서 거듭거듭 시구편을 외워보네

## 환곡의 문란
환곡은 본래 가난한 농민에게 정부의 미곡을 꾸어 주었다가 추수기에 이식(利息)을 붙여 회수하는 것으로, 빈민의 구제가 목적이었던 것이 후기에는 고리대인 “장리”로 변하여 그 폐단이 삼정 가운데서 가장 심하였다.
- 번작(反作): 겨울철 회수기와 봄의 반배기(頒配期)에 각 지방의 수령이 이서(吏胥)들과 결탁하여, 대여곡을 회수 또는 반배한 것처럼 허위 문서를 작성하고 그 양곡에 대하여 쌀 1섬마다 동전 1냥씩을 징수하여 착복하는 것이다.
- 장리: 환곡을 되돌려 받을 때 고리의 이자를 물리는 경우. 환곡은 처음에 곤궁한 농민을 구제하려고 시행되어 이자가 없었으나, 그 뒤 상평창에서 담당하면서 원곡에 모곡이라는 이자를 받게 되었다. 모곡은 조선 전기에는 봄부터 가을까지 6개월 동안에 2할(20%, 연리 40%)였고, 조선 후기에는 6개월에 1할(연리 20%)가 규정이었다. 이 역시 고리였지만 조선 말로 들어서면 규정 이외의 이자를 추가로 징수하여 6개월 이율이 5할(50%)를 넘기는 경우를 장리라 하였다. 장리로 쌀을 얻으면 생계를 잇기 어려울 정도였기 때문에 또 다시 환곡 대여를 늘리는 악순환에 빠졌다.
- 허류(虛留): 조창의 양곡을 횡령하고 장부상에는 있는 것처럼 꾸며서 다음 관리에게 넘기는 경우이다. 조선은 전체 환곡 보유량을 정하고 이를 반드시 채워넣도록 하였기 때문에[10] 후임은 이유야 어찌되었든 이를 채워넣어야 했다. 종종 전임과 후임이 서로 짜고 공동으로 횡령하기도 하였다.

연암 박지원의 《양반전》에서 양반을 사고 팔게된 계기는 환곡을 갚지 못하였기 때문이다.
양반이라는 놈은 사족의 존칭이렷다. 정선군에 그런 양반이 하나 살고 있었는데, 어질고 또 글 읽기를 좋아했기에 매번 군수가 새로 오면 꼭 그 막집을 찾아가 인사를 드렸단다. 그런데 집구석이 가난해서 해마다 고을 쌀을 빌어 먹던 것이 쌓여서 천 석에 이르렀다. 관찰사가 군읍을 순행하다가 쌀의 사고 팖을 보고 크게 노하여 말하길, “어떻게 된 놈의 양반이 이렇게 군량을 축냈단 말이냐!”하고는 그 양반을 잡아 가두라고 명했다. — 양반전

## 영향
중앙정부는 암행어사를 수시로 보내서 지방관들의 부정행위를 조사·보고하도록 하였으나 제도적 결함과 함께 고질화 된 악습을 제거할 수 없어 근본적 개혁에 실패하였다. 삼정의 문란은 철종 시기의 진주 농민 봉기와 같은 전국 각지 민란의 원인이 되었다.

## 같이 보기
- 환곡
- 군역
  - 군포 (세금)
  - 균역법
- 전정(田政)
  - 대동법

## 참고 자료
- 이 문서에는 다음커뮤니케이션(현 카카오)에서 GFDL 또는 CC-SA 라이선스로 배포한 글로벌 세계대백과사전의 "양반정치의 파탄" 항목을 기초로 작성된 글이 포함되어 있습니다.